# Łazy (Cracovie)
Pour les articles homonymes, voir Łazy.
Łazy est une localité polonaise de la gmina de Jerzmanowice-Przeginia, située dans le powiat de Cracovie en voïvodie de Petite-Pologne.